# Live: Right Here, Right Now
Live: Right Here, Right Now prvi je i jedini uživo album američkog hard rock sastava Van Halen, objavljen u veljači 1993. godine. Na albumu se mogu ćuti pjesme iz vremena David Lee Rotha u izvedbi Sammy Hagara kao i dvije obrađene skladbe iz njegove solo karijere.

## Popis pjesama
Sve skladbe napisali su Michael Anthony, Sammy Hagar, Alex Van Halen i Edward Van Halen (osim koje su naznačene).
Disk 1
1. "Poundcake" – 5:28
2. "Judgement Day" – 4:52
3. "When It's Love" – 5:22
4. "Spanked"  – 5:08
5. "Ain't Talkin' 'Bout Love" (Anthony/Roth/Van Halen/Van Halen) – 4:37
6. "In 'n' Out" – 6:20
7. "Dreams" – 4:49
8. "Man on a Mission" – 4:49
9. "Ultra Bass" – 5:15
10. "Pleasure Dome/Drum Solo" – 9:38
11. "Panama" (Anthony/Roth/Van Halen/Van Halen) – 6:39
12. "Love Walks In" – 5:14
13. "Runaround" – 5:21

Disk 2
1. "Right Now" – 6:13
2. "One Way to Rock" (Hagar) – 4:58
3. "Why Can't This Be Love?" – 5:22
4. "Give to Live" (Hagar) – 5:39
5. "Finish What Ya Started" – 5:50
6. "Best of Both Worlds" – 5:00
7. "316" – 11:37
8. "You Really Got Me/Cabo Wabo" (Ray Davies/Anthony/Hagar/Van Halen/Van Halen) – 7:58
9. "Won't Get Fooled Again" (Pete Townshend*) – 5:41
10. "Jump" (Anthony/Roth/Van Halen/Van Halen) – 4:26
11. "Top of the World" – 4:59

Bonus Disk
1. "Eagles Fly" (Hagar) - 6:03
2. "Mine All Mine" - 5:27

## Osoblje
- Sammy Hagar - vokal, ritam gitara
- Eddie Van Halen - gitara, akustična gitara, klavijature, prateći vokali
- Michael Anthony - bas-gitara, prateći vokali
- Alex Van Halen - udaraljke, bubnjevi

Ostalo osoblje
- Producent: Van Halen, Andy Johns
- Mix: Andy Johns
- Asistent mixa : Rail Jon Rogut
- Direktor dizajna: Jeri Heiden
- Dizajn: Lyn Bradley, Jeri Heiden
- Fotografija: David Graham, John Halpern, Mark Seliger

## Singlovi
| Godina | Singl                    | Top lista              | Mjesto |
| ------ | ------------------------ | ---------------------- | ------ |
| 1993   | "Jump (Live)"            | Mainstream Rock Tracks |        |
| 1993   | "Won't Get Fooled Again" | Mainstream Rock Tracks | 1      |